# Gyöngyösoroszi
Gyöngyösoroszi község Heves vármegye Gyöngyösi járásában.

## Fekvése
A vármegye nyugati részén fekszik, a Dél-Mátrában, a Toka-patak mellett.
Különálló belterületi településrésze a központjától 7 kilométerre északra fekvő Károlytáró, ahol színesfémbányászat folyt évtizedeken át. Itt mintegy 70 lakóház található. Fontosabb külterületei: Bagolyvár, Vízgát és Templomrét, egy-egy lakóegységgel.
A közvetlenül szomszédos települések: észak felől Mátraszentimre, kelet felől Gyöngyössolymos, délnyugat felől Gyöngyöstarján, északnyugat felől pedig Mátrakeresztes (Pásztó része). A legközelebbi város Gyöngyös, amelytől alig 4 kilométerre fekszik észak-északnyugati irányban, és csak kicsi híja van annak, hogy nem határosak egymással.

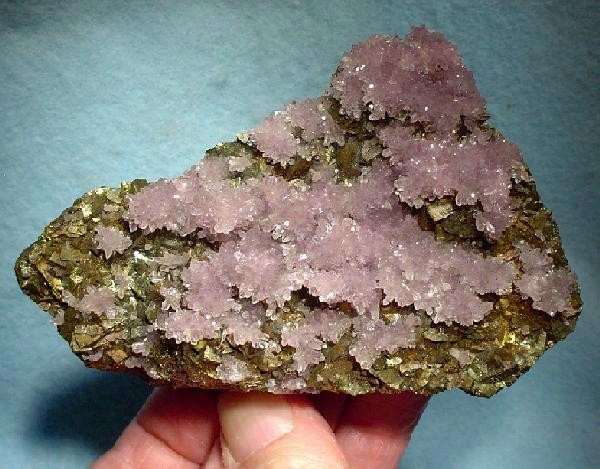
Kvarc-kalkopirit ásvány Károlytáróból
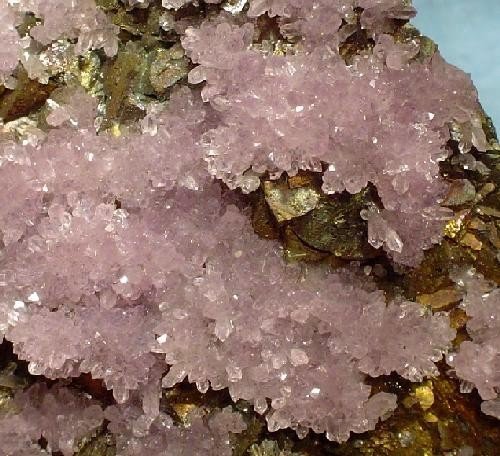
Az ásvány közelebbről.

### Megközelítése
Legfontosabb közúti megközelítési útvonala a Gyöngyöstől Bagolyirtásig húzódó 24 137-es számú mellékút, ez végigvezet a központján és Károlytárón is. Közösségi közlekedéssel a Volánbusz Gyöngyöstől induló buszjárataival érhető el.

## Története
A bronzkor-ból származó szórványleletek szerint az egykori avar uralom emlékei a gátnyomok, melyek Gyöngyösoroszi területén, a védelmi vonal mentén kialakított lakott település védelmét szolgálták.
A honfoglalás után hamar benépesedett, 1209-ben szerepel a neve Huruzi néven írott emlékeinkben.
1235-ben Huruz, majd 1275-ben íródott oklevél alapján Urus, illetve az egri káptalan határjárási egyik oklevelében Oros néven szerepel. Ekkor az Aba nemzetség birtoka. E nemzetségből származtak Tarjáni György  és fiai: Péter, Etre és Sándor, kiknek kérelmére IV. László király meghagyta az egri káptalannak, hogy a nemzetség Tarjáni ága ősi birtokait; Tarján, Orosz, Csamak, Lóg, Körtvélyes és Gereg határait járja be. A káptalan  e határjárásról György fiainak bizonyságlevelet állított ki.
A  település az 1300-as évek elején már egyházas hely volt, neve 1332-ben már Orozi néven szerepelt a pápai tizedjegyzékbenn is.
1364-ben a Szinai (Szinnyei Merse család őse) birtokában találjuk.
A 14. században birtokosai voltak a Szinai, Lapispataki és Segnyei családok.
A 15. században ecsedi Báthori István országbíró foglalta el magának. 1438-ban a Lapispataki és a Segnyei családok panaszt emeltek, hogy Széchenyi Frank és Báthori István Oroszi falujukat elfoglalták. E panasznak azonban alig lehetett foganatja, mert Oroszi 1458-ban még mindig a Báthoryaké volt.
A török pusztítás idején a helység jelentősége igen csekély, 1556-ban néptelen faluként tüntették fel.
1589–1590-ben az egri várba szolgáltatta be a főpapi tizedet. Az 1635 évi összeírásban fél, 1647-ben szintén fél, 1675-ben ugyancsak fél portával szerepelt.
1684-ben Mocsáry Balázs és Berky Miklós birtoka volt, majd 1693-ban már a Földváry család birtokában találjuk, és  1741-ben szintén a Földváryak birtoka volt.
A 17. században ismét lakott település, a szőlőtermelő községet ekkor a Földváryak birtokolták.
Az 1797 évi június 5-7-ig, 3 napig tartó esőzés következtében kiáradt a patak, nagy árvíz pusztított a községben, mely 10 házat nyomtalanul elsodort, melyek a patak mentén épültek; ez alkalommal 15 emberélet esett áldozatul: melyből 9 gyermek és 2 terhes anya. Ez év nyarán hőség is pusztított: május 2-án 31,4 C fok volt, július utolsó napján 34,4 C fok.
A 18. században az Almásy, a Mocsáry családok mellett a Jelenffy, Komjáti és Nyitrai családok is tulajdonjogot szereztek.
A 19. század kezdetén a Bajza, gróf Teleki, Ráday és Vágner családok is a birtokosai.
A község határában arany-, ezüst- és ólombánya volt, melynek összes berendezése a 19. század közepén tűzvész következtében elpusztult.
Gyöngyösoroszihoz tartozott egykor Bagolyvár, Károlyvár, Mátraaranybányaház és Világostelep is.
1910-ben 1131 lakosából 1121 magyar volt. Ebből 1125 római katolikus volt.
A 20. század elején Heves vármegye Gyöngyösi járásához tartozott.
Jelenlegi közigazgatási besorolása: Heves vármegyében független polgármesterrel és független képviselő testülettel rendelkező település.

## Közélete

### Polgármesterei
- 1990–2006: Tóth Tiborné (1994-ig: FKgP, 1994-től: független)[3][4][5][6]
- 2006–2019: Vernyihel Lívia (független)[7][8][9]
- 2019– : Tóth Szilveszter (2019–2024 közt független, 2024-től Fidesz-KDNP)[10][1]

## Népesség
A település népességének változása:
| Lakosok száma | 1567 | 1546 | 1545 | 1536 | 1472 | 1462 | 1459 |
|               | 2013 | 2014 | 2015 | 2021 | 2022 | 2023 | 2024 |

2001-ben a település lakosságának 77%-a magyar, 23%-a cigány nemzetiségűnek vallotta magát.
A 2011-es népszámlálás során a lakosok 85,6%-a magyarnak, 26,7% cigánynak mondta magát (14,3% nem nyilatkozott; a kettős identitások miatt a végösszeg nagyobb lehet 100%-nál). A vallási megoszlás a következő volt: római katolikus 50,5%, református 2,2%, evangélikus 0,6%, felekezeten kívüli 23,1% (18,9% nem nyilatkozott).
2022-ben a lakosság 92,4%-a vallotta magát magyarnak, 21,5% cigánynak, 0,4% németnek, 0,2% bolgárnak, 0,2% románnak, 0,1-0,1% lengyelnek, szerbnek és görögnek, 1,2% egyéb, nem hazai nemzetiségűnek (7,6% nem nyilatkozott; a kettős identitások miatt a végösszeg nagyobb lehet 100%-nál). Vallásuk szerint 31,8% volt római katolikus, 1,7% református, 0,2% evangélikus, 0,1% görög katolikus, 0,1% ortodox, 2,4% egyéb keresztény, 0,5% egyéb katolikus, 29,5% felekezeten kívüli (33,8% nem válaszolt).

## Látnivalói, nevezetességei
- A község templomát már 1332-ben említi a pápai tizedjegyzék. Ez az Alexandriai Szent Katalin-ról elnevezett legrégebbi templom 1680 körül elpusztult, a 18. század elején már felújításáról és bővítéséről tesznek említést a források. Berendezései és felszerelései közül ma is sok származik ebből a korból.
- templom kertjében álló egyedileg védett műemlékek a Nepomuki Szent János kőből készült szobra, a Szentháromság szobor és a kőkereszt, amely barokk stílusú.
- A Petőfi utca 22. szám alatti lakóházban élt Bajza József, a Reformkor költője.
- A Művelődési Házban helyet kapó Községi és Iskolai Könyvtár közel 8000 darab, állandóan frissülő könyvállománnyal büszkélkedik. Itt a helytörténeti anyagok is megtalálhatók.
- Nevezetes a több mint 30 éves Tollaslabda Szakosztály és az Asszonykórus.